# 順天サービスエリア
順天サービスエリア（スンチョンサービスエリア）は全羅南道順天市の湖南高速道路上(順天方向のみ）にあるサービスエリア。

## 道路
- 湖南高速道路

## 施設
- 食堂
- 駐車場

## 隣
昇州IC- 順天SA - 西順天IC